# Caroline Cochaux
Caroline Cochaux est une dirigeante du secteur audiovisuel et une professionnelle des médias, productrice chez Mediawan, précédemment directrice déléguée du Pôle télévision de Lagardère Active, en France et à l'international, et présidente de Gulli, de Mezzo et de Mezzo Live HD. Ce périmètre englobait les chaînes « jeunesse et famille » Gulli qu'elle présidait, Canal J et Tiji ; la chaîne féminine ELLE Girl ; les chaînes « musicales » Mezzo et Mezzo Live HD qu'elle présidait également, MCM, MCM Top, Virgin Radio TV et RFM TV.

## Parcours professionnel dans le secteur culturel et des médias
En 1994, Caroline Cochaux devient manager du chanteur Murray Head[source secondaire nécessaire], pour lequel elle participera à des chansons comme « ça n’était que ça » (album Pipe Dreams – 1995) ou « rien n’est écrit » (2008)[réf. à confirmer].
Elle est coscénariste du film Charmant Garçon (2000), réalisé et joué par Patrick Chesnais.
En 2000, Caroline Cochaux rejoint Jamel Debbouze pour gérer sa société KissMan Productions[source secondaire souhaitée]. Elle développe[source secondaire souhaitée] les sociétés KissFilms (production de longs métrages) et Kissclub (éditions musicales). Durant six ans, elle supervise ainsi le développement[source secondaire souhaitée] de la carrière de l’artiste au travers des spectacles, des DVD (« Jamel 100 % Debbouze » - 2004, qu'elle produit), des documentaires (Jamel en vrai...– 2002[source insuffisante]) ou encore des livres qui lui sont consacrés, comme l’ouvrage photographique « In Bed with Jamel » (Albin Michel, 2002), dont elle est l’une des photographes. En 2006, elle coproduit avec lui Indigènes de Rachid Bouchareb.
En 2006, elle est nommée directrice de l’action culturelle de la Fnac. À ce poste, elle s'occupe de l’organisation du Festival Fnac Indétendances à Paris Plage[source insuffisante].
En février 2011, Caroline Cochaux est nommée directrice adjointe des programmes d’Europe 1 par Denis Olivennes.

## Dirigeante du Pôle télévision de Lagardère Active
En février 2013, Caroline Cochaux est nommée Directrice des antennes et des programmes des chaînes Jeunesse et Famille du Pôle télévision de Lagardère Active : Gulli, TiJi et Canal J.
En mars 2014, elle ajoute à son périmètre la chaîne féminine June et la chaîne musicale et Pop Culture MCM.
Elle promeut le Prix Gulli du Roman[source insuffisante].
Durant sa carrière MCM met à l'antenne l’émission de l’humoriste américain Jimmy Fallon.
En décembre 2015, en accord avec Denis Olivennes, Président de Lagardère Active, Richard Lenormand, Directeur Général du Pôle Radio-Télévision, nomme Caroline Cochaux, Directrice Déléguée du Pôle TV de Lagardère Active et Présidente de Gulli[réf. nécessaire].
En 2016, elle annonce l’acquisition par Lagardère Active des droits de diffusion exclusifs de plusieurs séries pour ses chaînes jeunesse et famille, gratuites et payantes, ainsi que pour les plates-formes Replay du groupe. En février, il s'agit des séries de DreamWorks Animation (Dragons, Les Aventures du Chat potté, King Julian !, Turbo, M. Peabody ou Croods) : cette collaboration débute sur Gulli en septembre avec le lancement de Dinotrux, première série originale des studios. En avril 2016, l'ensemble des épisodes de la série animée Oggy et les cafards, et en particulier les droits de la cinquième saison inédite, diffusée au printemps 2017, sont achetés par la chaine.
Le 15 septembre 2016, elle participe à une nouvelle chaîne ciblant les femmes de 18 à 49 ans : ELLE Girl.
En 2017, elle pilote le lancement de la chaîne Gulli Bil Arabi, nouvelle déclinaison internationale de Gulli. Diffusée en langue arabe, elle couvre 18 pays d'Afrique du Nord et du Moyen-Orient. Gulli est désormais présent dans plus de 60 pays.
En juillet 2018, elle devient également Présidente de Mezzo et Mezzo Live HD.
À l'occasion de la présentation des nouveautés attendues pour la rentrée 2018, elle annonce l’arrivée de Chris Marques pour l'animation de Tahiti Quest.

## Suivi de la cession au Groupe M6 et arrivée chez Mediawan
En janvier 2019, le Groupe M6 annonce être entré en négociations exclusives avec le groupe Lagardère Active pour lui racheter son pôle télévision. La cession est confirmée en mai 2019
.
En juin 2019, elle annonce son choix de quitter ses fonctions[source secondaire souhaitée] dès que la cession des chaînes sera effective, et met en avant son bilan pour Gulli.
En septembre 2019, elle quitte donc ses fonctions après l'officialisation par le Groupe M6 de la finalisation du rachat de 100 % du capital des sociétés qui composent le pôle Télévision du Groupe Lagardère (hors Mezzo).
En novembre 2019, Caroline Cochaux intègre le groupe Mediawan.
Elle initie notamment la série documentaire « Elle parle d’Elle », dont elle est la productrice artistique. Le premier épisode, consacré à Coco Chanel interprétée par Carole Bouquet, est diffusé sur Canal+ Docs en décembre 2021.

## Autres responsabilités professionnelles
Depuis septembre 2014, elle est membre de l'Observatoire des liens éducation-médias mis en place par le CSA[source insuffisante].
En juin 2017, lors du Festival International du film d’animation d’Annecy, elle est membre du jury de la 16e édition des Espoirs de l’Animation, parrainé pour la première fois par l’Observatoire éducation et médias du CSA dont elle est membre.

## Prises de positions et engagements
En octobre 2017, sous son impulsion, la chaîne Gulli s'engage dans la lutte contre la souffrance animale en refusant désormais de diffuser des spectacles avec des animaux sauvages ; il en va de même pour toutes les autres chaînes du groupe en France et à l'international,.

## Distinctions
Caroline Cochaux a été nommée chevalier dans l'ordre national du Mérite par décret du Président de la République en date du 20 novembre 2015.
Elle est nommée chevalier de la Légion d'honneur par décret du président de la République en date du 13 juillet 2021.